# Ectromachernes mirabilis
Espèce
Ectromachernes mirabilis est une espèce de pseudoscorpions de la famille des Withiidae.

## Distribution
Cette espèce se rencontre en Éthiopie et au Kenya.

## Description
Le mâle holotype mesure 1,7 mm.

## Publication originale
- Beier, 1944 : Über Pseudoscorpioniden aus Ostafrika. Eos, vol. 20, p. 173-212 (texte intégral).